# Hope Cove
Hope Cove è un piccolo borgo marinaro nella parrocchia civile di South Huish nel distretto di South Hams, Devon, Inghilterra. Si trova a circa 5 miglia ad ovest di Salcombe e 5 miglia a sud-ovest di Kingsbridge. Dispone di due spiagge, ed è protetta dal promontorio di Bolt Tail.
Storicamente, il villaggio si divide in due parti, Outer Hope e Inner Hope. Inner Hope rientrava nella parrocchia di Malborough fino agli anni settanta, quando fu unita con il suo vicino sul lato di un piccolo promontorio. Entrambe le parti del villaggio erano originariamente sviluppati come centri per l'industria della pesca locale.. 
Nel 1588, l'Invincibile Armata transitò nel villaggio, prima di muoversi verso il Canale della Manica. Dopo che la Armada venne sconfitta, il San Pedro el Mayor, una nave ospedale, fu spinta contro gli scogli. I 140 sopravvissuti sono stati inizialmente condannati a morte, ma alla fine vennero solo castrati e rimpatriati.
Oggi, il villaggio è preda del turismo e ci sono un gran numero di seconde case; l'area infatti si trova all'interno del South Devon, in una zona di straordinaria bellezza naturale [3]..